# ヴィタラーデ
ヴィタラーデ（ドイツ語: Vitalade）は、ドイツ民主共和国（東ドイツ）で製造されていた代用チョコレート（Ersatzschokolade）の商標である。

## 歴史
黎明期の東ドイツにおいて、チョコレートを製造することは容易ではなかった。他の地域と同様、ドイツ東部でも第二次世界大戦中にチョコレート工場の多くが軍需工場へ転換され、戦火の中で破壊されていたからである。東西分断も問題を複雑化させた。大手チョコレート製造業者と砂糖生産拠点の大部分は東ドイツにあったが、加工機械や包装紙を提供する業者は西側にあった。
1946年6月30日以降、東ドイツではザクセン州での国民投票に基づき、多くの企業の国有化が進められた。1901年に建設されたザールフェルトのモークション社チョコレート工場は、1948年に国有化され、人民公社モークション（VEB Mauxion）となった。なお、1954年にモークション家の相続人らとの裁判に敗れた後、社名は人民公社ロートシュテルン（VEB Rotstern）に改められている。
ベルガー社は、1948年から1949年にかけてオランダの販売業者向けにチョコレートの製造を行った。これは戦後ドイツにおける最初の国産チョコレートである。この時には販売業者からカカオ豆の提供が行われ、また余剰分を利用したチョコレートが東ドイツ国内で販売された。しかし、この比較的小規模な契約の後には数年にわたってカカオ豆の調達が難航することになる。人民公社モークションもカカオ豆不足のため、チョコレートではなく粉末スープ、ジャム、人工蜂蜜、オーツ麦フレークなどの食品を製造することになった。
1950年2月、依然としてカカオ豆を使用することはできなかったものの、ショコロダーテ（Schokolodade）として知られる代用チョコレートの生産が始まった。1953年、ヴィタラーデと改称された。当時、東ドイツでは様々な代用チョコレートが考案されていたが、ヴィタラーデはその中でも最も有名なものの1つである。ヴィタラーデの原料は、水素添加植物性脂肪、大豆粉、ビール麦芽、オーツ麦フレークである。栄養価こそ高かったものの、本物のチョコレートほど美味しいものではなかったと言われている。
1950年代半ばからはカカオ豆を使ったチョコレートの製造が再開され、代用チョコレートの売上は大幅に低下した。以後、ヴィタラーデは主に菓子店でのコーティングに用いられるようになった。